# Diana Bacosi
Diana Bacosi   (Città della Pieve, Itàlia, 13 juliol 1983, 13 de juliol de 1983) és una tiradora olímpica italiana especialitzada en la prova de Skeet. Ha participat en 2 edicions dels Jocs Olímpics, guanyant 1 medalla d'or als Jocs Olímpics de Rio de 2016 i una medalla de plata en els Jocs Olímpics de Tòquio de 2020. A més ha guanyat 5 medalles (3 d'or) en els Campionats del Món, 3 medalles (1 d'or) en els Jocs Europeus i 2 medalles de plata en els Campionats d'Europa.
És una de les millors tiradores històriques de la disciplina i ha guanyat diverses medalles en competicions internacionals des que va començar a competir amb només 14 anys, degut a una tradició familiar.

## Trajectòria professional
| Jocs Olímpics      | Jocs Olímpics  | Jocs Olímpics | Jocs Olímpics      |
| Any                | Seu            | Posició       | Prova              |
| ------------------ | -------------- | ------------- | ------------------ |
| 2016               | Rio de Janeiro | 1             | Skeet              |
| 2020               | Tòquio         | 2             | Skeet              |
| Campionat del Món  |                |               |                    |
| 2010               | Múnic          | 39a posició   | Skeet              |
| 2013               | Lima           | 6a posició    | Skeet              |
| 2014               | Granada        | 15a posició   | Skeet              |
| 2015               | Lonato         | 9a posició    | Skeet              |
| 2017               | Moscou         | 5a posició    | Skeet              |
| 2018               | Changwon       | 11a posició   | Skeet              |
| 2019               | Lonato         | 1             | Skeet              |
| 2019               | Lonato         | 1             | Skeet Equip mixt   |
| 2022               | Osijek         | 1             | Skeet              |
| 2022               | Osijek         | 2             | Skeet Equip femení |
| 2022               | Osijek         | 2             | Skeet Equip mixt   |
| 2023               | Bakú           | 12a posició   | Skeet              |
| 2023               | Bakú           | 8a posició    | Skeet Equip mixt   |
| Jocs Europeus      |                |               |                    |
| 2015               | Bakú           | 2             | Skeet              |
| 2019               | Minsk          | 1             | Skeet              |
| 2019               | Minsk          | 2             | Skeet Equip mixt   |
| Campionat d'Europa |                |               |                    |
| 2004               | Nicòsia        | 16a posició   | Skeet              |
| 2005               | Belgrad        | 11a posició   | Skeet              |
| 2007               | Granada        | 10a posició   | Skeet              |
| 2008               | Nicòsia        | 8a posició    | Skeet              |
| 2010               | Kazan          | 30a posició   | Skeet              |
| 2012               | Làrnaca        | 15a posició   | Skeet              |
| 2013               | Suhl           | 22a posició   | Skeet              |
| 2014               | Sarlospuszta   | 14a posició   | Skeet              |
| 2015               | Maribor        | 11a posició   | Skeet              |
| 2016               | Lonato         | 23a posició   | Skeet              |
| 2017               | Bakú           | 6a posició    | Skeet              |
| 2018               | Leobersdorf    | 12a posició   | Skeet              |
| 2019               | Lonato         | 4a posició    | Skeet              |
| 2021               | Osijek         | 8a posició    | Skeet              |
| 2021               | Osijek         | 2             | Skeet Equip femení |
| 2022               | Làrnaca        | 4a posició    | Skeet              |
| 2022               | Làrnaca        | 4a posició    | Skeet Equip femení |
| 2022               | Làrnaca        | 2             | Skeet Equip mixt   |